# Antoine Mindjimba
Antoine Mindjimba (né le 9 mars 1968 à Reims en France) est un joueur français de hockey sur glace qui jouait au poste de gardien de but. Il est diplômé de l'Institut supérieur d'administration et de management en 2002.

## Carrière en club
Il commence sa carrière en première division française avec l'équipe des Corsaires de Dunkerque en 1983-84. Dès la saison suivante, il rejoint les Aigles de Saint-Gervais dans la ligue Élite française avec qui il va gagner deux Coupes Magnus consécutives avant de rejoindre en 1986, l'équipe des Dragons de Rouen qui évolue depuis un an au plus haut niveau français.
Il restera trois saisons avec les Dragons avant de partir en 1989 pour prendre la direction des buts des Flammes Bleues de Reims. Après trois nouvelles saisons dans avec l'équipe de Reims, il quitte l'Europe et rejoint l'Amérique du Nord et sa Ligue centrale de hockey puis la Ligue internationale de hockey pour deux saisons.
Il revient en France pour la saison Élite 1994-1995 et signe dans sa dernière équipe : les Gothiques d'Amiens. Il remporte cette année le trophée Jean-Ferrand du meilleur gardien de but de la ligue. Il accrochera également à son palmarès deux nouvelles Coupes Magnus en 1999 et en 2004.
Il met fin à sa carrière le 30 septembre 2006 lors d'un match contre les Drakkars de Caen et après douze saisons avec les Gothiques. Son départ est une fête pour toute la région picarde et la ville d'Amiens qui lui remet une médaille, et le club décide par la même occasion de retirer son numéro.
De plus il est le premier gardien de but en France à avoir marqué un but en match, but ayant été marqué sous les couleurs amiénoises.

## Carrière internationale
Il représente l'équipe de France lors des championnats du monde de 1995 et 1996.

## Palmarès
- Avec les Aigles de Saint-Gervais
  - Championnat de France :
    - 1985
    - 1986

- Avec les Gothiques d'Amiens
  - Championnat de France :
    - 1999
    - 2004

Honneurs personnels
- Avec les Gothiques d'Amiens
  - Trophée Jean-Ferrand :
    - 1995